# Hermann Bussemeier
Hermann Bussemeier (* 31. Dezember 1865 in Lemgo; † 5. August 1938 in Lage (Lippe)) war ein deutscher Bäckermeister und Mitglied des Landtags Lippe.

## Leben
Hermann Bussemeier erlernte nach seiner Schulausbildung das Bäckerhandwerk und ging anschließend in Deutschland auf Wanderschaft.
Nach seiner Militärzeit, die er in Kiel verbringen musste, ließ er sich in Lage als selbständiger Bäcker nieder. Bussemeier war politisch engagiert, wurde Obermeister und später Ehren-Obermeister der Bäckerinnung. Über Jahre hatte er einen Sitz in der Stadtverordnetenversammlung Lage und war lange Zeit deren Vorsteher.
Bei der Landtagswahl 1919 in Lippe war er Kandidat der Deutschen Demokratischen Partei, wurde aber auf Platz 10 der Vorschlagsliste nicht in das Parlament gewählt.
1920 kam er als Nachrücker für Max Staercke in das Parlament.
Bei den Landtagswahlen 1925 erhielt er für die DDP ein Mandat, das er bis 1929 ausübte.

### Familie
Er war seit dem 14. Februar 1895 mit Auguste Klarholz verheiratet. Aus der Ehe stammen eine Tochter (* 1910) und ein Sohn (* 1912).